# Sternotomis
Sternotomis is een kevergeslacht uit de familie van de boktorren (Cerambycidae). De wetenschappelijke naam van het geslacht werd voor het eerst geldig gepubliceerd in 1836 door Percheron.

## Soorten
Sternotomis omvat de volgende soorten:
- Sternotomis rufozonata Fairmaire, 1902
- Sternotomis cornutor (Fabricius, 1775)
- Sternotomis ducalis (Klug, 1835)
- Sternotomis levassori Fairmaire, 1894
- Sternotomis pupieri Fleutiaux, 1905
- Sternotomis thomsonii Buquet, 1855
- Sternotomis albomaculatus (Breuning, 1938)
- Sternotomis alternans Breuning, 1959
- Sternotomis amabilis (Hope, 1843)
- Sternotomis andrewesi Breuning, 1935
- Sternotomis bohemani Chevrolat, 1844
- Sternotomis burgeoni Breuning, 1935
- Sternotomis caillaudi Chevrolat, 1844
- Sternotomis callais Fairmaire, 1891
- Sternotomis carbonaria Aurivillius, 1903
- Sternotomis centralis Hintz, 1911
- Sternotomis chrysopras (Westwood, 1844)
- Sternotomis fairmairei Argod, 1899
- Sternotomis flavomaculata Hintz, 1919
- Sternotomis gama Coquerel, 1861
- Sternotomis itzingeri Breuning, 1935
- Sternotomis jeanneli Breuning, 1935
- Sternotomis kuntzeni Fiedler, 1939
- Sternotomis lemoulti Breuning, 1935
- Sternotomis lequeuxi Allard, 1993
- Sternotomis mathildae Allard, 1993
- Sternotomis mimica Breuning, 1935
- Sternotomis mirabilis (Drury, 1773)
- Sternotomis pulchra (Drury, 1773)
- Sternotomis rousseti Allard, 1993
- Sternotomis runsoriensis Gahan, 1909
- Sternotomis schoutedeni Breuning, 1935
- Sternotomis strandi Breuning, 1935
- Sternotomis variabilis Quedenfeldt, 1881
- Sternotomis virescens (Westwood, 1844)